# 鮫島満博
鮫島 満博（さめじま みつひろ、1968年7月18日 - ）は日本の俳優。ロットスタッフ所属。

## 略歴
愛知県名古屋市出身。
元スポーツ選手で、テレビ番組や映画・舞台などを中心に幅広く出演している。

選手時代の経験から、現在もキックボクシングを趣味としている。

## 出演
主な出演作品は、映画『下妻物語』『カムイ外伝』、映画『劇場版 タイムスクープハンター』など。
強面の面持ちから、悪役など個性の強いキャラクターを演じる。